# Joshua Kimmich
Joshua Kimmich (født 8. februar 1995) er en tysk professionel fodboldspiller, som spiller for Bundesliga-klubben Bayern München og Tysklands landshold. Han anses som en af verdens bedste midtbanespillere, og er i sin karriere ofte blevet sammenlignet med Philipp Lahm.

## Klubkarriere

### Tidlige karriere
Kimmich kom igennem ungdomskademiet hos VfB Stuttgart, men skiftede i 2013 til RB Leipzig før at han havde debuteret for førsteholdet. Han spillede som fast mand hos Leipzig over de næste to sæsoner.

### Bayern München
Det blev i januar 2015 annonceret, at Kimmich ville skifte til Bayern München ved sommeren 2015. Han debuterede for klubben i en DFL-Pokal kamp imod FC Nöttingen den 9. august 2015. I hans to første sæsoner etablerede han sig på holdet, dog hans spilletid varierede fra at være startende til rotationsspiller. Fra 2017-18 sæsonen var han dog fast etableret i startopstillingen.
Den 9. februar 2019 spillede han sin kamp nummer 100 for klubben. Han spillede hver eneste minut i Bundesliga sæsonen 2018-19.
Kimmich scorede et mål og lavede en assist i Bayerns historiske 8-2 sejr over Barcelona i Champions League-semifinalen den 14. august 2020. I Champions League finalen lavede Kimmich assisten til Kingsley Coman, som scorede kampens eneste mål imod Paris Saint-Germain, og Kimmich vandt hermed Champions League for første gang i sin karriere.
Efter at have spillet med nummer 32 siden han ankom i klubben, så skiftede Kimmich forud for 2020-21 sæsonen til nummer 6, hvilke var frit efter Thiago Alcântara havde forladt klubben. I august 2021 underskrev han en ny kontrakt med klubben, som varede frem til 2025.
Kimmich modtog den 28. oktober 2023 det første røde kort i sin karriere, da han blev vist af efter bare fire minutter i en kamp imod Darmstadt. Bayern endte dog med at vinde kampen 8-0, efter at Darmstadt fik to røde kort i kampen.

## Landsholdskarriere

### Ungdomslandshold
Kimmich har repræsenteret Tyskland på flere ungdomslandshold. Han var del af Tysklands U/19-trup som vandt U/19 EM i 2014.

### Seniorlandshold
Kimmich debuterede for Tysklands landshold den 29. maj 2016. Han har været del af Tysklands trupper til flere internationale turneringer.

## Titler
Bayern München
- Bundesliga: 8 (2015-16, 2016-17, 2017-18, 2018-19, 2019-20, 2020-21, 2021-22, 2022-23)
- DFB-Pokal: 3 (2015-16, 2018-19, 2019-20)
- DFL-Supercup: 6 (2016, 2017, 2018, 2020, 2021, 2022)
- UEFA Champions League: 1 (2019-20)
- UEFA Super Cup: 1 (2020)
- FIFA Club World Cup: 1 (2020)

Tyskland U/19
- U/19 Europamesterskabet: 1 (2014)

Tyskland
- FIFA Confederations Cup: 1 (2017)

Individuelle
- Europamesterskabet Turneringens hold: 1 (2016)
- Tysklands landshold Årets spiller: 2 (2017, 2021)
- UEFA Champions League Sæsonens hold: 2 (2017-18, 2019-20)
- UEFA Champions League Årets forsvarsspiller: 1 (2019-20)
- UEFA Årets hold: 1 (2020)
- FIFA FIFPro World11: 1 (2020)
- Bundesliga Sæsonens hold: 5 (2017-18, 2018-19, 2019-20, 2020-21, 2021-22)